# Охара Косон
Охара Косон (яп. 小原古邨, 1877, Канадзава — 1945, Токіо) — відомий японський художник зламу XIX—XX ст., представник традиційного японського живопису, так званої нової ніхонга.

## Життєпис
Народився в Канадзаві. Перше ім'я — Охара Матао. За припущеннями, художню освіту опановував у 1889—1893 рр. в технічній школі префектури Ісікава. Удосконалював художню майстерність у художника Судзукі Касона (Suzuki Kason, 1860—1919). За японською традицією, узяв ім'я свого вчителя, трохи змінивши його фонетику.

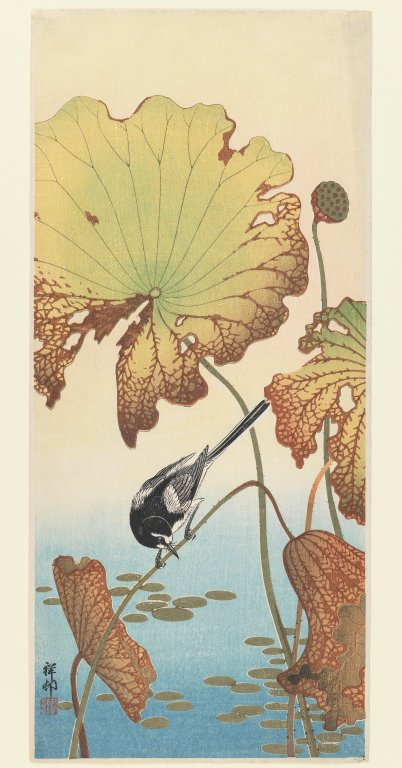
Охара Косон, Птах і лотос, Бруклінський музей, США.

У середині 1890-х рр. перебрався в місто Токіо. Починав як графік. В роки російсько-японської війни робив графічні твори на військову тематику. У зв'язку з падінням престижу графіки, перейшов до фотографії.
Зменшення замовлень на створення гравюр та поширення фотографії в Японії спонукало Охару припинити художню діяльність. Подоланню творчої кризи митця сприяла зустріч із філософом і рятівником творів японського мистецтва Ернестом Феноллозою. Косон наново звернувся до створення графіки у стилі нова ніхонга, яскравим представником якої згодом і став. Працював у декількох японських видавництвах, серед яких і майстерня Ватанабе Ходзабуро (Watanabe Shozaburo) та Кавагуті. Ватанабе сприяв продажам графіки митця за кордон, переважно у США, де зосереджена найбільша кількість творів останнього періоду творчості художника. Деякі відбитки робив у різних кольорових варіантах, що особливо поціновується шанувальниками графіки та музеями.
Помер у Токіо в своєму будинку у 1945 році.

## Галерея

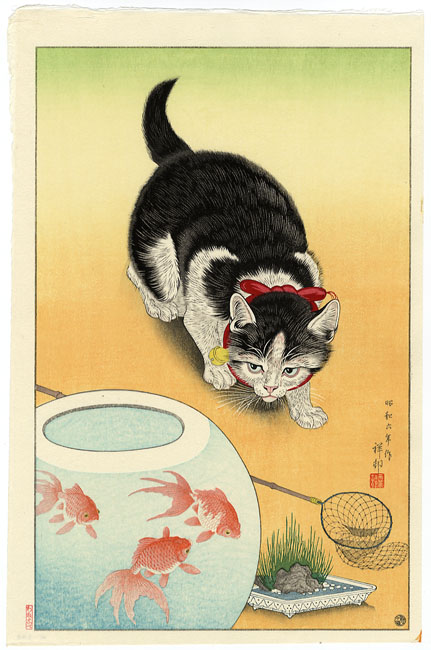
Кіт і золота рибка
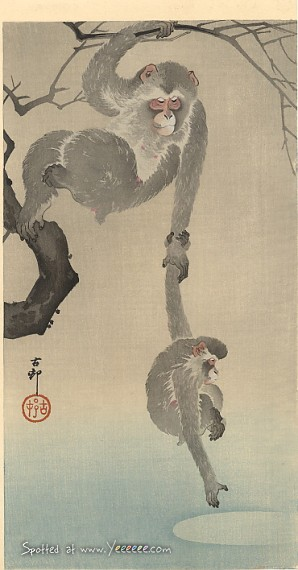
Мавпа із дитинчам
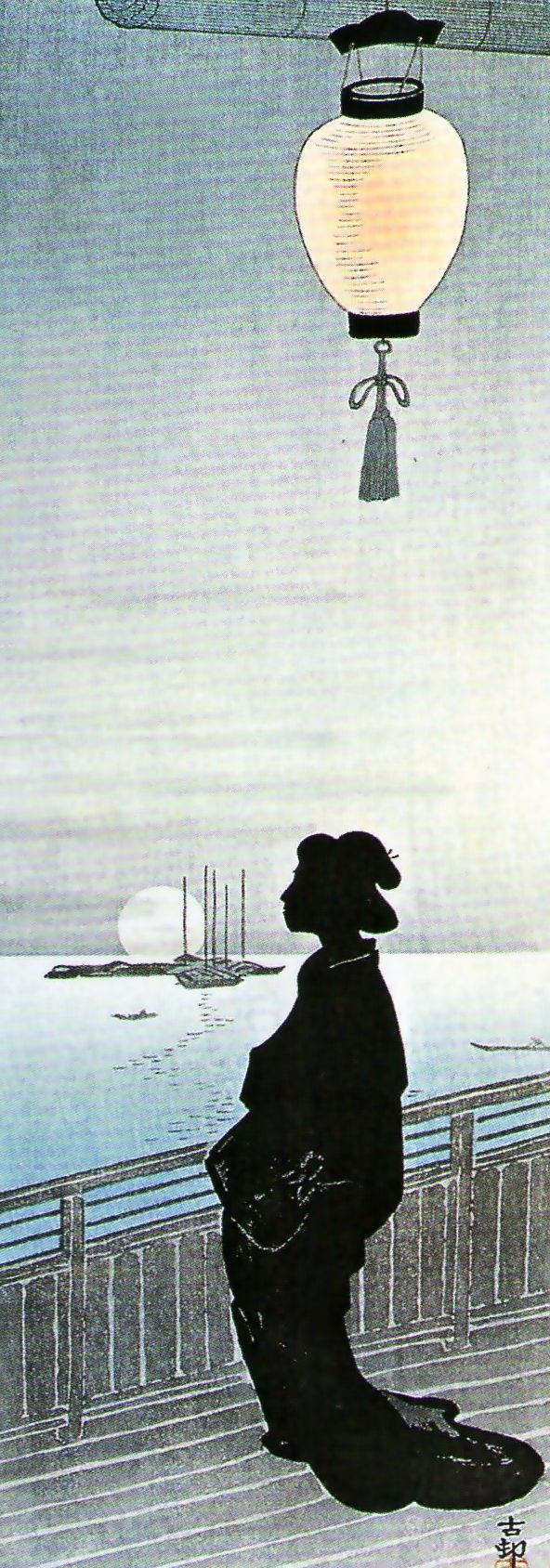
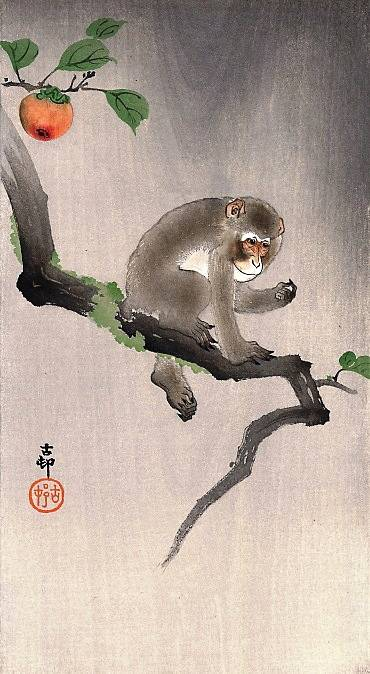
Мавпа на дереві
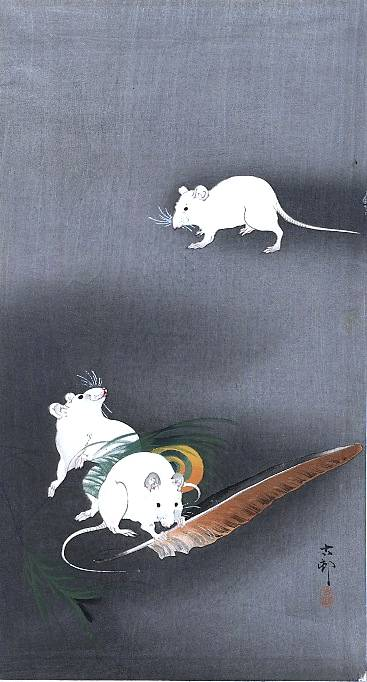
Три білі миші
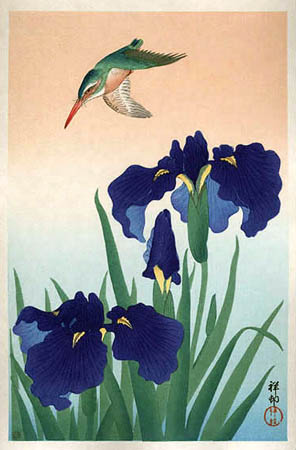
Птах рибалочка та півники
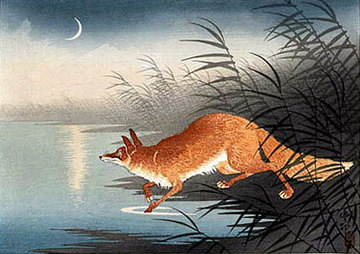
Лисиця